# ジョーエット (DD-41)
|          |                                                    |
| 艦歴     |                                                    |
| 発注     |                                                    |
| 起工     | 1911年3月7日                                       |
| 進水     | 1912年4月15日                                      |
| 就役     | 1912年5月24日（海軍） 1924年8月23日（沿岸警備隊）  |
| 退役     | 1919年12月12日（海軍） 1931年5月16日（沿岸警備隊） |
| その後   | スクラップとして売却                               |
| 除籍     |                                                    |
| 性能諸元 |                                                    |
| 排水量   | 787トン                                            |
| 全長     | 293 ft 11 in (89.6 m)                              |
| 全幅     | 27 ft (8.2 m)                                      |
| 吃水     | 8 ft 4 in (2.5 m)                                  |
| 機関     | 重油専焼缶4基                                      |
| 最大速   | 30ノット (56 km/h)                                 |
| 乗員     | 士官、兵員83名                                     |
| 兵装     | 3インチ砲5門 18インチ魚雷発射管6門                 |

ジョーエット (USS Jouett, DD-41) は、アメリカ海軍の駆逐艦。ポールディング級駆逐艦の1隻。艦名はジェームズ・エドワード・ジョーエットに因む。

## 艦歴
ジョーエットは1911年3月7日にメイン州バスのバス鉄工所で起工した。1912年4月15日にメリーリー・ナリーによって命名、進水し、1912年5月24日にマサチューセッツ州ボストンで艦長W・P・クロナン少佐の指揮下就役した。
ジョーエットは大西洋艦隊水雷小艦隊に加わり、1914年初めまで東海岸沖で活動した。メキシコの政情が不安定になると、ジョーエットは同国海域に派遣される。タンピコでアメリカ海軍の水兵が理由もなく逮捕されるという事件が起き、ジョーエットは1914年4月21日に海兵隊がベラクルスに上陸するのを支援した。作戦活動後東海岸に帰還し、その後はアメリカ合衆国が第一次世界大戦に参戦する1917年4月まで訓練および艦隊演習に従事した。
ジョーエットは1917年4月にデラウェア湾の偵察を命じられ、ニューヨークを拠点として同任務に従事した。1917年8月8日にフランスに向かう兵員輸送船団の護衛として出航、任務を終えヨーロッパから帰還すると、偵察任務を再開した。1918年1月15日にコネチカット州ニューロンドンに到着、対潜水艦探知装置の実験を行う。任務は1918年6月4日に完了し、ジョーエットは特別対潜部隊と共に第一次世界大戦の休戦まで東海岸沿いに活動した。
戦後ジョーエットは訓練および艦隊演習に従事し、1919年7月20日にフィラデルフィア海軍造船所に入渠した。1919年11月24日に退役し、不活性化のまま保管されたが1924年4月23日に沿岸警備隊に移管、カッターとして使用される。1931年5月22日に海軍に返還され、ブルックリンのマイケル・フリン社にスクラップとして売却された。